# Module de propulsion (Station spatiale internationale)

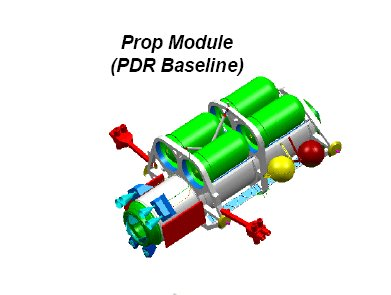
Module de Propulsion de la station spatiale (NASA).

Le Module de Propulsion de la station spatiale internationale est un projet abandonné de module de contrôle d'orientation et de maintien de l'orbite, conçu par la NASA et qui devait être affecté à la Station spatiale internationale.

## Développement
Proposé par la NASA pour assurer en partie ou complètement les fonctions assurées par le Module de Service russe Zvezda et les vaisseaux cargos Progress, il devait assurer l'accomplissement de fonctions critiques telles que le contrôle de l'orientation, la navigation, le contrôle d'attitude, la propulsion et le maintien de l'orbite de la station spatiale. Ces fonctions ne sont actuellement fournies que par la Russie, avec Zvezda et Progress. La navette spatiale, toutefois de capacité relativement limitée, et le Véhicule automatique de transfert européen (ATV) ont également pu endosser ce rôle, mais la navette n'est plus utilisée depuis 2011 et l'ATV depuis 2015.
Un Module de Propulsion aurait été nécessaire pour rehausser l'altitude de l'orbite de la station spatiale, les manœuvres d'évitement de débris, le contrôle d'attitude et proposer une offre de carburant au cas où le module Zvezda ne serait pas disponible pour la Station spatiale internationale (échec du lancement, retards dans le programme, etc). Si Zvezda n'avait pas été disponible, le Module de contrôle provisoire aurait été lancé puis utilisé au début, mais comme il n'avait qu'une durée de vie de trois ans, le Module de Propulsion aurait finalement toujours été nécessaire.
Le Module de Propulsion, en plus de faire partie du plan de sauvegarde pour le cas où le Module de Service Zvezda ne serait pas disponible, a été conçu pour être un système de propulsion à capitaux américains pour la station et conçu comme un ajout tardif. Cependant, la conception originale a dépassé les budgets. Une autre conception, la conception « Nœud X », qui a été construit autour d'une coque mal fabriquée, destinée au Node 2 ou au 3, a ensuite été proposée et provisoirement incluse dans les plans, conçu avec deux modules de carburant détachables qui pourraient être apportés et mis en place dans la soute de la Navette pour des remplacements pour éviter les problèmes de transfert de carburant entre les réservoirs dans l'espace. Il a ensuite été supprimé des plans, mais il demande à la station de compter sur l'ATV et le vaisseau Progress pour rehausser son orbite. En outre, dans le sillage du retrait de la navette, une refonte du module de propulsion aurait été nécessaire.

## Caractéristiques
La station spatiale exige en moyenne 7 000 kg d'ergols chaque année pour ses diverses manœuvres orbitales. Sur la base de l'usage actuel, on peut estimer qu'un chiffre voisin de 105 000 kg aurait été nécessaire jusqu'à cette année (2014). Un Module de Propulsion aurait fourni des réserves de carburant pour une année de vie en orbite de la station spatiale en cas d'interruption de l'alimentation. Un tel Module de Propulsion aurait été attaché au Nœud Unity de la station spatiale.
De multiples véhicules d'approvisionnement sont tenus de satisfaire aux besoins de la station spatiale et ses 7 000 kg de carburant annuels. À l'heure actuelle, ce besoin est couvert par six véhicules-cargos Progress M1.
Le Module de Propulsion contiendrait 9 808 kg de carburant. En comparaison, Progress M en contient 1 100 kg, Progress M1 1 950 kg et le Véhicule automatique de transfert européen (ATV) en portait 4 000 kg. Le module de contrôle provisoire américain (non lancé) contenait, lui, 5 000 kg de carburant. Une navette américaine ne contenait que 232 kg de carburant disponible pour la station spatiale et une mission de rehaussement d'orbite nécessite 1 626 kg de carburant disponible. Le module FBG Zarya contient 5 500 kg et le module de service Zvezda contient 860 kg. Toutefois, il est généralement préférable de garder les propulseurs principaux des modules Zarya et Zvezda en réserve, car ils ont une durée de vie finie et les agences spatiales préfèrent retarder le plus possible l'échéance d'un changement de moteurs sur ces modules en orbite.